# Zbigniew Górski (kolarz)
Zbigniew Górski (ur. 30 stycznia 1947) – polski kolarz szosowy i torowy startujący w wyścigach w latach 60. i 70. XX stulecia.
Zajął wraz z kolegami 4. miejsce w wyścigu drużynowym na czas podczas mistrzostw świata w 1969 w Brnie (razem z Górskim w drużynie jechali Jan Magiera, Wojciech Matusiak i Krzysztof Stec).
Zajął 9. miejsce w Wyścigu Dookoła Polski w 1968 oraz 4. miejsce w Wyścigu Dookoła Polski w 1969. 
Zwyciężył w mistrzostwach Polski w wyścigu drużynowym w 1970 oraz zdobył w nim brązowy medal w 1969. Był również brązowym medalistą na torze w wyścigu na 4000 metrów na dochodzenie w 1969.
Zajął 1. miejsce w wyścigu o Wielką Nagrodę Annaby w 1970 i 3. miejsce w tym wyścigu w 1971, 3. miejsce w wyścigu Circuit de la Sarthe w 1970 i 2. miejsce w Wyścigu Dookoła Maroka w 1971.
Startował w zespołach LZS Grudziądz, LKS Kopernik Toruń i LKS Agromel Toruń.